# Kristi Harrower
Kristi Harrower (4 de marzo de 1975; Bendigo, Victoria, Australia) es una jugadora profesional de baloncesto australiana, que en tres ocasiones (2000, 2004 y 2008), ganó la medalla de plata con la Selección femenina de baloncesto de Australia en los Juegos Olímpicos. Ella jugó en la Asociación Nacional de Baloncesto Femenina (WNBA) desde 1998 hasta 2005 para el Phoenix Mercury y Minnesota Lynx.

## Personal
Harrower nació el 4 de marzo de 1975 en la ciudad de Bendigo, Victoria. Mide 1,63 centímetros y pesa 63kg.
En 2009, su abuela falleció y destacó en el calendario de la liga WNBA. Harrower tuvo una lesión en 2012 que afectó a su tendón de Aquiles y que le obligó a mantenerse alejada de los terrenos de juego durante breve periodo de tiempo.

## Baloncesto
Harrower juega como base. Militó como alumna en el Instituto Australiano de Deporte y este la consideró como una de sus atletas de éxito.
Como competidora en los Campeonatos Nacionales Sub-20 de Australia, Harrower ganó el Premio Bob Staunton. En 1992 y 1993, obtuvo una beca con el Instituto Australiano de Deporte. En 2008, fue destacada como estrella de baloncesto en myFiba.

### Baloncesto profesional
Harrower ha jugado como jugadora de baloncesto profesional durante más de viente años. En 2006, jugó para el Valenciennes en Francia.

#### WNBA
Kristi se incorporó a la WNBA como jugadora seleccionada en el draft. El primer equipo con el que jugó fue el Phoenix Mercury, con quien firmó al inicio de la temporada 1998. En sus dos temporadas con el equipo, Harrower jugó en 62 partidos. Más tarde se unió al equipo de Minnesota Lynx en el año 2000 junto con las jugadoras Marlies Askamp y Angela Aycock como parte de un traspaso que incluía que Tonya Edwards y Trisha Fallon fueran traspasadas de Minnesota a Phoenix. Jugó para los Lynx en 2003, donde consiguió un promedio de 2.8 puntos y 2.3 asistencias por partido. Harrower acabó su trayectoria con los Lynx en 2005 habiendo jugado 96 partidos mientras consiguió un promedio de 3.8 puntos, 2.4 asistencias and 1.8 rebotes por partido.
En 2009, Harrower jugó con Los Angeles Sparks en la WBNA. Además, en ese mismo año, faltó a tres partidos para asistir al entierro de su abuela en Australia.

#### WNBL
Harrower jugó para el equipo Bendingo en la temporada 2008/2009 y fue otra vez, en la temporada 2009/2010 con este equipo, donde fue nombrada MVP de la liga WNBL. Ella volvió a fichar por el Bendingo Spirit en octubre de 2009. Jugó para el Spirit en la temporada 2010/2011 vistiendo el dorsal número 19. Kristi Harrower obtuvo un porcentaje de triples del 23%. Jugó la mayor parte de la temporada lesionada, con problemas en el hombro y la rodilla. Ella hizo un promedio de 13,8 puntos por partido, 5,5 rebotes por partido y 5,2 asistencias por partido.